# Jason Richards
Jason Richards ist ein ehemaliger Canadian-Football-Spieler. Er spielte fünf Saisons auf der Position des Defensive Tackles bei den Montreal Alouettes in der Canadian Football League (CFL).

## Karriere
Richards spielte von 1994 bis 1997 College Football an der University of Toledo für die Toledo Rockets. In seinem dritten Jahr wurde er ins Second-Team All-MAC gewählt, in seiner letzten Saison sogar ins First-Team. In seinem letzten Jahr war er Team Captain. Im Februar 1999 erhielt Richards einen Zwei-Jahres-Vertrag von den Montreal Alouettes um in der CFL zu spielen. Im Verlauf der Saison 2000 wurde er auf der Injured Reserve List platziert. Am 28. November 2000 erhielt er einen neuen Zwei-Jahres-Vertrag von den Alouettes. Am 13. Juni 2003 wurde Richards entlassen.